# Elevator Action
Elevator Action (en japonés エレベーターアクション) es un videojuego desarrollado por Taito en 1983 que mezcla acción y plataformas. Desarrollado originalmente para arcade, apareció años más tarde en otros sistemas.

## Argumento
El jugador controla al Agente 17, alias "Otto". Otto es un agente secreto de una organización no reconocida en el juego, y que debe robar una serie de documentos que se encuentran en un gran edificio por el que el espía entrará normalmente por el techo, y que recogerá sorteando a diversos enemigos y utilizando el sistema de ascensores y escaleras del edificio. Una vez que ha recogido todos, Otto debe escapar a través de un coche que se encuentra esperando en la planta baja del local.

## Cómo jugar
El jugador asume el papel de un espía que se infiltra en edificios con ascensores. Éste debe recoger documentos secretos en las diferentes habitaciones del edificio y atravesar los diferentes pisos del edificio aprovechando el sistema de elevadores del edificio, tanto ascensores como escaleras mecánicas, y que serán más complejos a medida que avancemos en el juego. Además cada nivel está lleno de agentes enemigos que intentarán evitar el robo de los documentos y que aparecen de puertas cerradas en cada piso. El jugador podrá esquivarlos, patearlos o dispararlos, en principio con una pistola, y perderá la vida si recibe un disparo del enemigo, cae por un hueco o es aplastado por un ascensor.
La mayoría de las puertas del edificio en color azul están cerradas, y por ellas saldrán nuestros enemigos. Sin embargo, el jugador podrá entrar por las puertas de color rojo que son las que tienen los documentos. Al llegar al último piso con todos los documentos, el jugador supera el nivel. Sin embargo, si éste se olvidase de alguno regresaría automáticamente al piso donde se encuentra y tendría que volver a bajar al último piso por sus propios medios.
El sistema de control de Elevator Action consiste en un joystick de cuatro direcciones y dos botones, uno para disparar y el otro para saltar (o patear a los enemigos, en caso de estar cerca de ellos), y permite hasta dos jugadores que se alternan los turnos. Los gráficos son en dos dimensiones con una paleta de 64 colores.
La Curva de dificultad de este juego es progresiva (esto quiere decir que cuando más pisos descendamos más difícil se hace el juego) lo más recomendable es disparar hacia la lámpara para provocar el "apagón temporal" que este juego te ofrece sin embargo deja de ser útil una vez la dificultad sea alta esto es debido de que de alguna manera "sabe" que ahí es a donde estas.

## Saga
El éxito del juego propició su reconversión a sistemas domésticos. Apareció en 1985 para MSX y en 1987 para ZX Spectrum y Commodore 64, y años más tarde en otras como Sega Master System o NES. Además, Elevator Action salió para la Consola Virtual de Wii, y en diversos recopilatorios de clásicos de Taito como Taito Legends. Se ha anunciado que iba a lanzarse en Atari 2600, pero fue cancelado. Sin embargo, se ha encontrado varias copias ilegales de la demo técnica por Internet. En su versión arcade, también es posible descargarla en placas arcade conectadas a NESiCAxLive.
Años más tarde, Taito se atrevió lanzando una secuela, titulada Elevator Action Returns, con un mayor carácter de acción y novedades como la elección de personaje. Game Boy Color tuvo una nueva secuela, titulada Elevator Action EX, que mantenía la fórmula del juego original. En 2002, Game Boy Advance tuvo otra versión llamada Elevator Action Old&New, exclusiva de Japón. En 2011, Taito produjo una remasterización del juego junto con Square Enix, para PlayStation 3 y en descarga digital.